# Collegio di Portsmouth South
Portsmouth South è un collegio elettorale inglese situato nell'Hampshire rappresentato alla Camera dei comuni del parlamento del Regno Unito. Elegge un membro del parlamento con il sistema maggioritario a turno unico; l'attuale parlamentare è Stephen Morgan del Partito Laburista, che rappresenta il collegio dal 2017.

## Estensione
- 1918–1950: i ward del County Borough di Portsmouth di Havelock, Highland, St Paul, St Simon e St Thomas.
- 1950–1955: i ward del County Borough di Portsmouth di Havelock, Highland, Kingston, St Paul, St Simon e St Thomas.
- 1955–1974: i ward del County Borough di Portsmouth di Havelock, Highland, Kingston, St Jude, St Simon e St Thomas.
- 1974–1983: i ward del County Borough di Portsmouth di Buckland, Fratton, Havelock, Highland, Kingston, St Jude, St Simon e St Thomas.
- 1983–2010: i ward della Città di Portsmouth di Charles Dickens, Fratton, Havelock, Highland, Milton, St Jude e St Thomas.
- dal 2010: i ward della Città di Portsmouth di Central Southsea, Charles Dickens, Eastney and Craneswater, Fratton, Milton, St Jude e St Thomas.

Come il nome suggerisce, il collegio copre la parte meridionale di Portsmouth, nell'Hampshire, e comprende Fratton, la cittadina costiera di Southsea e HMNB Portsmouth (il porto navale di Portsmouth), all'interno dei confini cittadini. La parte settentrionale della città è rappresentata da Portsmouth North.

## Membri del Parlamento
| Elezione | Elezione           | Deputato       | Partito             |
| -------- | ------------------ | -------------- | ------------------- |
|          | 1918               | Herbert Cayzer | Conservatore        |
| 1922 (S) | Leslie Orme Wilson |                | Conservatore        |
| 1923 (S) | Herbert Cayzer     |                | Conservatore        |
| 1939 (S) | Jocelyn Lucas      |                | Conservatore        |
| 1966     | Bonner Pink        |                | Conservatore        |
|          | 1984 (S)           | Mike Hancock   | Social Democratico  |
|          | 1987               | David Martin   | Conservatore        |
|          | 1997               | Mike Hancock   | Liberal Democratici |
|          | 2013               | Mike Hancock   | Indipendente        |
|          | 2015               | Flick Drummond | Conservatore        |
|          | 2017               | Stephen Morgan | Laburista           |

## Elezioni

### Elezioni negli anni 2020
| Partito                    | Partito                                | Candidato                  | Risultati 4 luglio 2024 | Risultati 4 luglio 2024 |
| Partito                    | Partito                                | Candidato                  | Voti                    | %                       |
| -------------------------- | -------------------------------------- | -------------------------- | ----------------------- | ----------------------- |
|                            | Laburista                              | Stephen Morgan             | 18 857                  | 48,44                   |
|                            | Reform UK                              | Mark Zimmer                | 5 702                   | 14,65                   |
|                            | Conservatore                           | Signe Biddle               | 5 643                   | 14,50                   |
|                            | Lib Dem                                | Charlie Murphy             | 4 886                   | 12,55                   |
|                            | Verdi                                  | Elliott Lee                | 3 107                   | 7,98                    |
|                            | Portsmouth Independents Party          | Jacob Short                | 733                     | 1,88                    |
|                            |                                        |                            |                         |                         |
| Iscritti                   | Iscritti                               | Iscritti                   | 73 711                  | 100,00                  |
| ↳ Votanti (% su iscritti)  | ↳ Votanti (% su iscritti)              | ↳ Votanti (% su iscritti)  | 38 928                  | 52,81                   |
| ↳ Astenuti (% su iscritti) | ↳ Astenuti (% su iscritti)             | ↳ Astenuti (% su iscritti) | 34 783                  | 47,19                   |
|                            |                                        |                            |                         |                         |
|                            | Esito: collegio confermato a Laburista |                            |                         |                         |

### Elezioni negli anni 2010
| Partito                    | Partito                                | Candidato                  | Risultati 12 dicembre 2019 | Risultati 12 dicembre 2019 |
| Partito                    | Partito                                | Candidato                  | Voti                       | %                          |
| -------------------------- | -------------------------------------- | -------------------------- | -------------------------- | -------------------------- |
|                            | Laburista                              | Stephen Morgan             | 23 068                     | 48,64                      |
|                            | Conservatore                           | Donna Jones                | 17 705                     | 37,33                      |
|                            | Lib Dem                                | Gerald Vernon-Jackson      | 5 418                      | 11,42                      |
|                            | Brexit                                 | John Kennedy               | 994                        | 2,10                       |
|                            | Justice & Anti-Corruption              | Steven George              | 240                        | 0,51                       |
|                            |                                        |                            |                            |                            |
| Iscritti                   | Iscritti                               | Iscritti                   | 74 186                     | 100,00                     |
| ↳ Votanti (% su iscritti)  | ↳ Votanti (% su iscritti)              | ↳ Votanti (% su iscritti)  | 47 425                     | 63,93                      |
| ↳ Astenuti (% su iscritti) | ↳ Astenuti (% su iscritti)             | ↳ Astenuti (% su iscritti) | 26 761                     | 36,07                      |
|                            |                                        |                            |                            |                            |
|                            | Esito: collegio confermato a Laburista |                            |                            |                            |

| Partito                    | Partito                                           | Candidato                  | Risultati 8 giugno 2017 | Risultati 8 giugno 2017 |
| Partito                    | Partito                                           | Candidato                  | Voti                    | %                       |
| -------------------------- | ------------------------------------------------- | -------------------------- | ----------------------- | ----------------------- |
|                            | Laburista                                         | Stephen Morgan             | 18 290                  | 41,04                   |
|                            | Conservatore                                      | Flick Drummond             | 16 736                  | 37,55                   |
|                            | Lib Dem                                           | Gerald Vernon-Jackson      | 7 699                   | 17,28                   |
|                            | UKIP                                              | Kevan Chippindall-Higgin   | 1 129                   | 2,53                    |
|                            | Verdi                                             | Ian McCulloch              | 712                     | 1,60                    |
|                            |                                                   |                            |                         |                         |
| Iscritti                   | Iscritti                                          | Iscritti                   | 69 743                  | 100,00                  |
| ↳ Votanti (% su iscritti)  | ↳ Votanti (% su iscritti)                         | ↳ Votanti (% su iscritti)  | 44 566                  | 63,90                   |
| ↳ Astenuti (% su iscritti) | ↳ Astenuti (% su iscritti)                        | ↳ Astenuti (% su iscritti) | 25 177                  | 36,10                   |
|                            |                                                   |                            |                         |                         |
|                            | Esito: collegio passa da Conservatore a Laburista |                            |                         |                         |

| Partito                    | Partito                                         | Candidato                  | Risultati 7 maggio 2015 | Risultati 7 maggio 2015 |
| Partito                    | Partito                                         | Candidato                  | Voti                    | %                       |
| -------------------------- | ----------------------------------------------- | -------------------------- | ----------------------- | ----------------------- |
|                            | Conservatore                                    | Flick Drummond             | 14 585                  | 34,81                   |
|                            | Lib Dem                                         | Gerald Vernon-Jackson      | 9 344                   | 22,30                   |
|                            | Laburista                                       | Sue Castillon              | 8 184                   | 19,53                   |
|                            | UKIP                                            | Steve Harris               | 5 595                   | 13,35                   |
|                            | Verdi                                           | Ian McCulloch              | 3 145                   | 7,51                    |
|                            | Indipendente                                    | Mike Hancock               | 716                     | 1,71                    |
|                            | TUSC                                            | Sean Hoyle                 | 235                     | 0,56                    |
|                            | JAC                                             | Don Jerrard                | 99                      | 0,24                    |
|                            |                                                 |                            |                         |                         |
| Iscritti                   | Iscritti                                        | Iscritti                   | 71 629                  | 100,00                  |
| ↳ Votanti (% su iscritti)  | ↳ Votanti (% su iscritti)                       | ↳ Votanti (% su iscritti)  | 41 903                  | 58,50                   |
| ↳ Astenuti (% su iscritti) | ↳ Astenuti (% su iscritti)                      | ↳ Astenuti (% su iscritti) | 29 726                  | 41,50                   |
|                            |                                                 |                            |                         |                         |
|                            | Esito: collegio passa da Lib Dem a Conservatore |                            |                         |                         |

| Partito                    | Partito                              | Candidato                  | Risultati 6 maggio 2010 | Risultati 6 maggio 2010 |
| Partito                    | Partito                              | Candidato                  | Voti                    | %                       |
| -------------------------- | ------------------------------------ | -------------------------- | ----------------------- | ----------------------- |
|                            | Lib Dem                              | Michael Hancock            | 18 921                  | 45,85                   |
|                            | Conservatore                         | Flick Drummond             | 13 721                  | 33,25                   |
|                            | Laburista                            | John Ferrett               | 5 640                   | 13,67                   |
|                            | UKIP                                 | Robert Robinson            | 876                     | 2,12                    |
|                            | BNP                                  | Geoff Crompton             | 873                     | 2,12                    |
|                            | Verdi                                | Tim Dawes                  | 716                     | 1,74                    |
|                            | Democratici                          | Ian Ducain                 | 400                     | 0,97                    |
|                            | JAC                                  | Les Cummings               | 117                     | 0,28                    |
|                            |                                      |                            |                         |                         |
| Iscritti                   | Iscritti                             | Iscritti                   | 70 296                  | 100,00                  |
| ↳ Votanti (% su iscritti)  | ↳ Votanti (% su iscritti)            | ↳ Votanti (% su iscritti)  | 41 264                  | 58,70                   |
| ↳ Astenuti (% su iscritti) | ↳ Astenuti (% su iscritti)           | ↳ Astenuti (% su iscritti) | 29 032                  | 41,30                   |
|                            |                                      |                            |                         |                         |
|                            | Esito: collegio confermato a Lib Dem |                            |                         |                         |

### Elezioni negli anni 2000
| Partito                    | Partito                              | Candidato                  | Risultati 5 maggio 2005 | Risultati 5 maggio 2005 |
| Partito                    | Partito                              | Candidato                  | Voti                    | %                       |
| -------------------------- | ------------------------------------ | -------------------------- | ----------------------- | ----------------------- |
|                            | Lib Dem                              | Michael Hancock            | 17 047                  | 42,22                   |
|                            | Conservatore                         | Caroline Dinenage          | 13 685                  | 33,90                   |
|                            | Laburista                            | Mark Button                | 8 714                   | 21,58                   |
|                            | UKIP                                 | Dennis Pierson             | 928                     | 2,30                    |
|                            |                                      |                            |                         |                         |
| Iscritti                   | Iscritti                             | Iscritti                   | 70 956                  | 100,00                  |
| ↳ Votanti (% su iscritti)  | ↳ Votanti (% su iscritti)            | ↳ Votanti (% su iscritti)  | 40 374                  | 56,90                   |
| ↳ Astenuti (% su iscritti) | ↳ Astenuti (% su iscritti)           | ↳ Astenuti (% su iscritti) | 30 582                  | 43,10                   |
|                            |                                      |                            |                         |                         |
|                            | Esito: collegio confermato a Lib Dem |                            |                         |                         |

| Partito                    | Partito                              | Candidato                  | Risultati 7 giugno 2001 | Risultati 7 giugno 2001 |
| Partito                    | Partito                              | Candidato                  | Voti                    | %                       |
| -------------------------- | ------------------------------------ | -------------------------- | ----------------------- | ----------------------- |
|                            | Lib Dem                              | Michael Hancock            | 17 490                  | 44,60                   |
|                            | Conservatore                         | Philip Warr                | 11 396                  | 29,06                   |
|                            | Laburista                            | Graham Heaney              | 9 361                   | 23,87                   |
|                            | Alleanza Socialista                  | Jonathan Molyneux          | 647                     | 1,65                    |
|                            | UKIP                                 | Michael Tarrant            | 321                     | 0,82                    |
|                            |                                      |                            |                         |                         |
| Iscritti                   | Iscritti                             | Iscritti                   | 77 045                  | 100,00                  |
| ↳ Votanti (% su iscritti)  | ↳ Votanti (% su iscritti)            | ↳ Votanti (% su iscritti)  | 39 216                  | 50,90                   |
| ↳ Astenuti (% su iscritti) | ↳ Astenuti (% su iscritti)           | ↳ Astenuti (% su iscritti) | 37 829                  | 49,10                   |
|                            |                                      |                            |                         |                         |
|                            | Esito: collegio confermato a Lib Dem |                            |                         |                         |

## Risultati dei referendum

### Referendum sulla permanenza del Regno Unito nell'Unione europea del 2016
|             | Collegio         | Lasciare UE % | Rimanere in UE % |
| ----------- | ---------------- | ------------- | ---------------- |
|             | Portsmouth South | 51,8%         | 48,2%            |
| Inghilterra | 53,3%            | 46,7%         |                  |
| Regno Unito | 51,9%            | 48,1%         |                  |